# 平成5年8月豪雨

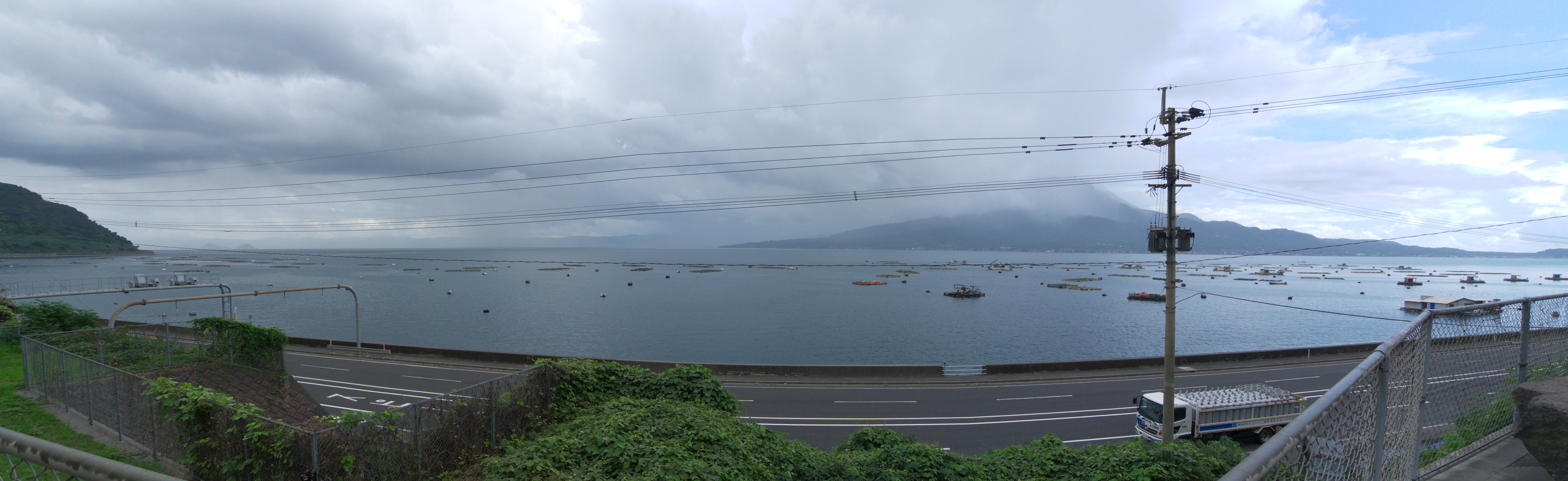
JR日豊本線・竜ヶ水駅より鹿児島湾を望む。手前に見える道路は国道10号。
（2010年現在）

平成5年8月豪雨（へいせい5ねん8がつごうう）は、1993年（平成5年）8月1日に鹿児島県姶良郡（現在の姶良市・霧島市相当地域）を中心とした地域を襲った集中豪雨いわゆる8.1豪雨（8.1水害）と、同年8月6日に鹿児島市を中心とした地域を襲った集中豪雨いわゆる8.6豪雨（8.6水害）を含む、同年7月31日から8月7日にかけての一連の豪雨災害に対して気象庁が正式に命名した総称。
鹿児島県内のマスコミ各社では、いわゆる8.6豪雨（8.6水害）のことを指すことが多く、同年9月の台風13号も「8.6水害のあった1993年の台風13号」と紹介される。

## 豪雨前後の状況

### 1993年夏の天候
1993年（平成5年）の夏は梅雨が長引き、7月下旬になっても太平洋高気圧の勢力が弱かったため梅雨前線が列島に居座り、記録的冷夏となっていた。気象庁は例年通り7月中旬から8月上旬にかけて九州から東北の梅雨明けを発表したが、梅雨明け発表後も前線と台風の上陸による大雨が相次いだため東北から九州地方にかけての梅雨明けはすべて撤回され、沖縄と奄美地方を除き梅雨明け日が特定されない異常な夏となった。
また、台風の接近・上陸も多く、7月下旬の短い期間に3つの台風（4号・5号・6号）が相次いで上陸し、うち2つが九州地方に上陸。さらに8月には台風7号が九州に接近し、8月下旬には台風11号が関東に接近し北海道に上陸した。1993年の台風上陸数は6つで、当時の最多記録となり、記録的な冷夏によって農作物の冷害が発生し、イネの生育に深刻な影響が出たため米不足に陥った。（1993年米騒動を参照）

### 九州地方の状況
1993年（平成5年）6月から7月にかけて、梅雨前線の影響により鹿児島県を含む九州南部各地で総降水量が1000 mmを越え、土石流や浸水の被害が発生した。7月9日に九州南部地方は梅雨明けの発表が出されたが、1週間も経たずに再び梅雨前線が南下し、戻り梅雨が続いた。同年7月27日には台風5号が大隅半島を縦断し、さらに同29日から30日にかけて台風6号が九州の西側海上を通過し長崎県に上陸、各地に大雨を降らせた。7月27日から30日までの雨量は九州南部各地で100 mmから300 mmに達した。長期間の降雨により地盤が緩んでいたところに以下の集中豪雨が重なった形となった。
8.6豪雨以後も天候不順が続き、その3日後の8月9日には台風7号が九州西海上を通過し、再び土砂災害を引き起こした。台風7号通過後は一時的に天気は回復したが、その後は再び前線が停滞し、九州地方は雨の降る日が多くなった。8月下旬は晴天に恵まれたが、7月9日の梅雨明け宣言は撤回され、結局は梅雨明けを特定することができなかった。そして、9月3日には大型で非常に強い台風13号が中心気圧930 hPaの勢力で鹿児島県に上陸したため、再び大災害が発生した。

## 8.1豪雨

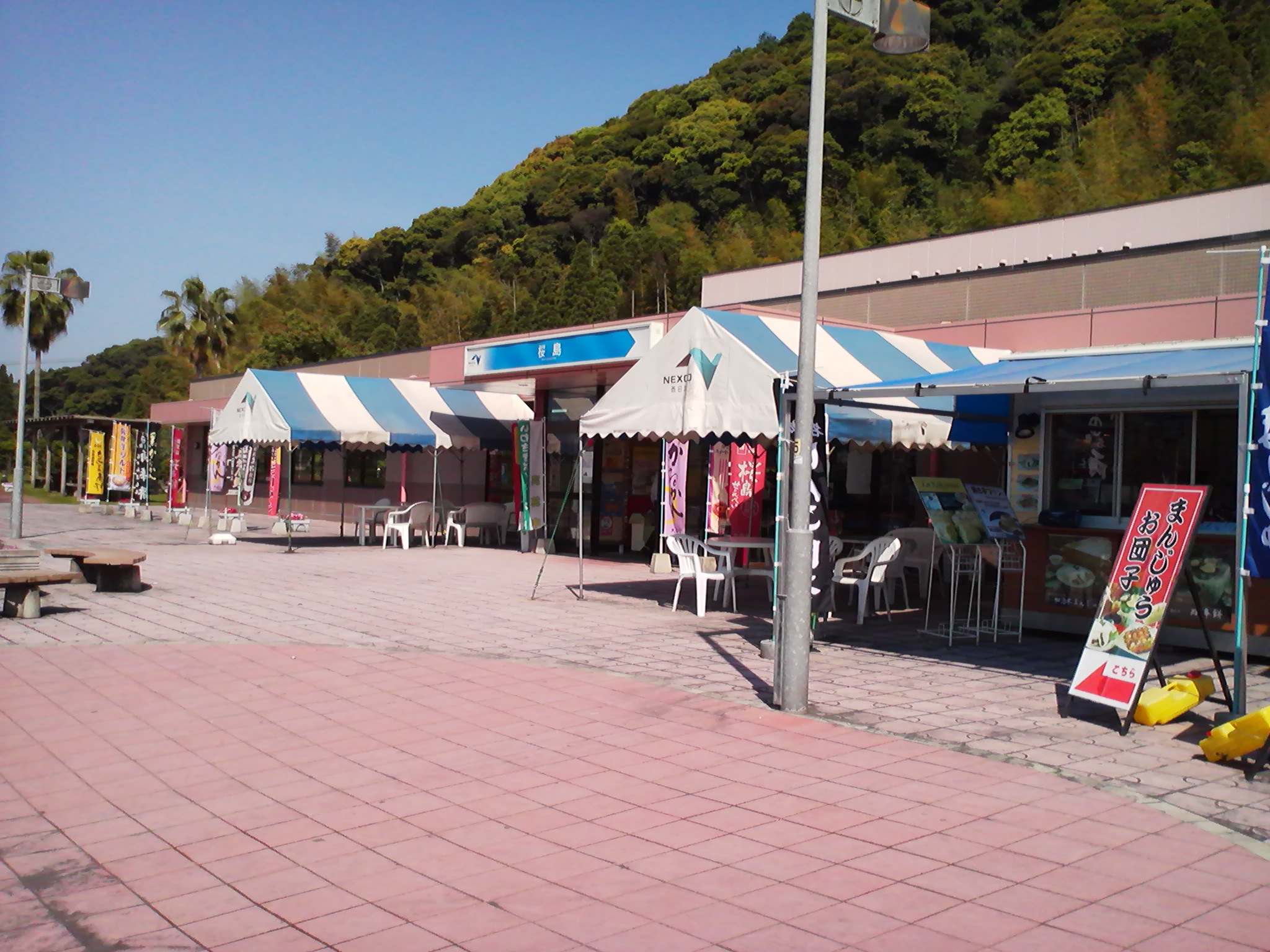
土石流の被害を受けた桜島サービスエリア

1993年8月1日午後から鹿児島県姶良郡を中心とした地域で1時間あたり最大104 mm（観測地点：溝辺町）の猛烈な雨が数時間降り続いた。溝辺町（現在の霧島市溝辺町）の雨量は一日で450 mmに達し、鹿児島県中央部の各地で死者23名を出した。
また、各所で土石流が発生し、九州自動車道、国道10号をはじめ多くの道路が通行止めとなった。姶良町（現在の姶良市）の桜島サービスエリアの建物も土石流の直撃を受けた。日豊本線の国分駅 - 大隅大川原駅間は線路の盛り土が崩壊するなどの被害を受け長期間にわたって不通となり、バスによる代替輸送が行われた。
鹿児島県姶良郡（現在の鹿児島県姶良郡及び霧島市）及び国分市（現在の霧島市国分）を流れる天降川が増水し、流域各所で被害が発生した。上流部の横川町（現在の霧島市横川町）中心部において244戸が浸水の被害を受け、中流部に点在する新川渓谷温泉郷の宿泊施設も被害を受けた。また、下流部に架かる新川橋と日当山橋が破損し通行止めとなり、いずれの橋もその後に架け替えられた。

## 8.6豪雨

鹿児島市内にあった甲突川五石橋の現存時の位置図。×印は8.6水害で崩落・流出した石橋。×印がない橋は石橋記念公園に移設保存されている。

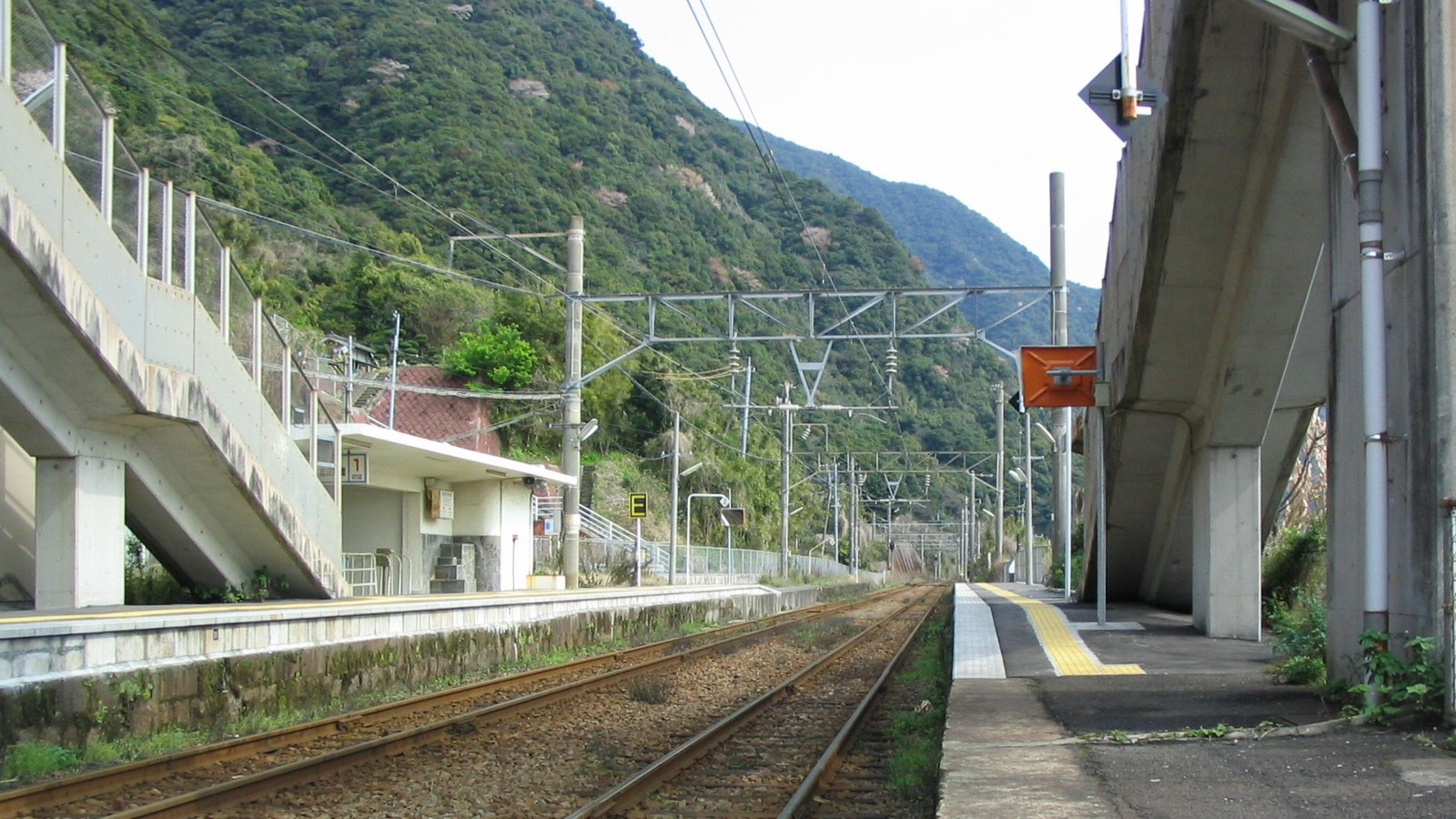
竜ヶ水駅の構内。左手から流れた土石流が駅などを直撃した。

1993年8月6日午後より、鹿児島市を中心とした地域で1時間あたり最大99.5 mm（観測地点：日置郡郡山町）の猛烈な雨が数時間降り続いた。鹿児島市の雨量は一日で259 mmに達し、鹿児島市内を中心として死者48名、行方不明者1名となり、重軽傷者は52名、家屋の全壊は284戸、半壊は183戸となった。
この豪雨で水没した市内や竜ヶ水地区で土石流に巻き込まれ、土砂に埋もれて大破した列車の様子は新聞、テレビなどで大々的に報道された。

### 河川の氾濫と石橋流失
鹿児島市中心部を流れる甲突川、稲荷川、新川が増水し、江戸時代に甲突川に架けられた甲突川五石橋のうち新上橋と武之橋、鹿児島県内最古の石橋と言われた稲荷川の実方太鼓橋が流失し、川からあふれた水により甲突川流域の天文館、西鹿児島駅（現在の鹿児島中央駅）、稲荷川流域の上町地区、新川流域の郡元地区などにある約12,000戸が浸水の被害を受けた。武之橋崩落の瞬間は、たまたま現場に居合わせた人によって撮影された映像が残されている。河川の氾濫により鹿児島市電は軌道上に土砂が流入し、8月9日まで全面運休となった。
甲突川沿いを通る国道3号は鹿児島市草牟田付近で深さ約2mの水に浸かり、鹿児島市小山田町付近も渓岸浸食により、大きく陥没するなどして長期間にわたって通行止めとなった。
また、河川の氾濫により甲突川流域にある河頭浄水場は施設が全面的に冠水し、稲荷川流域にある滝之神浄水場は濁流の為取水設備が損傷したため、鹿児島市の給水能力の60%が失われ、初めは約76,000軒、最終的には約97,000軒で断水した。
8月14日に浄水場が全面復旧するまで、被害のなかった事業所が所有する地下水や湧水利用の配水と、万之瀬川用水による南部浄水場の浄水能力強化、民間応援隊による給水活動、及び全国からの飲料水の救援物資の配給が行われた。市水道局給水車最大55台、自衛隊給水車101台が出動し、給水活動を行っている。

### 竜ヶ水付近の土石流
鹿児島市吉野町の花倉地区にあった花倉病院では裏山で発生した土砂崩れが直撃し、巻き込まれた入院患者と避難住民の15人が死亡する惨事となった。その後、花倉病院は1年にわたって休診となったが、病院は鹿児島市吉野町の高台に移転新築された。旧病院は、取り付け道路が非常に狭く重機の搬入や解体した廃棄物の搬出が困難なこと、建物を撤去した場合、地盤が崩壊する恐れがあるとされているなど、諸般の理由により解体されず閉鎖されたまま現在も災害当時のまま残されている。
鹿児島市北部の日豊本線竜ヶ水駅付近では、沿線約30か所で土石流が発生した ため、鉄道、道路共に完全に孤立し、自動車約800台に乗車していた人と竜ヶ水駅に停車中だった上下線の普通列車3両の乗客の合わせて約2,500名が取り残された。この中には前述の8.1豪雨による土石流により通行止めとなっている九州自動車道を迂回するため、国道10号を通行している自動車も多くいた。
また、姶良郡溝辺町（現在の霧島市溝辺地域）にある鹿児島空港から鹿児島市内の鹿児島県庁に向かっていた当時の鹿児島県知事である土屋佳照も竜ヶ水で孤立した自動車に乗車しており、災害対策本部に対して船による救助を車載電話で指示し、孤立者の救助の後に鹿児島県の漁業取締船で鹿児島県庁に向かった。
孤立した人の中には土石流に巻き込まれ鹿児島湾に投げ出される人もいた。また、竜ヶ水駅で立ち往生した旅客列車が土石流に巻き込まれて大破した。ただし、乗客は乗務員の指示により、避難の最中に構内を襲った土石流により亡くなった乗客3名を除き、全員助かった。なお、当時避難救助活動に従事した乗務員のうち運転士1名が、2週間後喘息発作が原因で亡くなり、最終的に労災が認定された。
孤立した住民や通行人、土石流に巻き込まれ鹿児島湾に投げ出された人は、近隣の漁船や桜島フェリー、海上保安庁の巡視船によって海上から救出された。このときの救出の様子が、偶然現場付近で銀行強盗の検問中だった警察官2人を中心にNHKの『プロジェクトX〜挑戦者たち〜』（2001年9月18日放送）や、フジテレビの『奇跡体験!アンビリバボー』（2010年9月16日放送）に取り上げられた。またTBS系「報道30時間テレビ」でも南日本放送の報道記録として紹介されている。
国道10号はその後しばらく通行止めとなり、復旧後この区間には雨量計が設置され連続総雨量が200 mm以上になると通行が制限されるようになった。日豊本線鹿児島駅 - 国分駅間は同年9月18日まで不通となり、加治木港からの船舶やバスによる代替輸送が行われた。

### 報道機関の動き
鹿児島市高麗町にある南日本放送（MBC、テレビ部門：TBS系、ラジオ部門：TBSラジオ系とニッポン放送・文化放送系のクロスネット）では、放送会館周辺が冠水し、ラジオ中継車（ポニー号）3台他多数の社用車両が水没で使用不能となった。テレビ中継車2台は日置郡伊集院町でのゴルフ大会収録のために出ていたことで、冠水を免れた。会館の建物は水害対策として約1メートル高くしてあったが、下水管等から逆流した水で局内が浸水し、居合わせたスタッフ等の必死の排水作業で主調整室を死守し、放送を継続した。この際、細川護熙首相（当時）就任の報道特番に割り込む格好で全国へ向けて被害の第一報を放送、その後21時からの全国ネットのドラマを途中で打ち切り、ローカルの災害放送に突入し、ラジオはナイター中継を打ち切り、報道特番が続いていた。その後、終夜放送をもって災害情報を鹿児島県民に伝え続けた。
一方この水害後に地元の春苑堂書店が発行した体験記によれば、「MBCラジオは細川内閣の情報ばかりで、水害に関する情報が中々出て来なかった」との事である。この時の反省を踏まえ、鹿児島市は地元に密着したコミュニティFMの開局準備に着手し、1997年10月1日に鹿児島シティエフエム（愛称：フレンズFM）が設立された。また、同時期よりMBCが南九州・沖縄地区で初のテレビ終夜放送を開始した。現在ではすべての在鹿民放テレビ局で大規模修繕工事日を除き、日曜日深夜を含め終夜放送を実施している。